# Северовирджинская армия
Северовирджинская армия (англ. The Army of Northern Virginia) — основное боевое соединение Конфедеративных штатов Америки на Восточном театре Американской гражданской войны. Также — основная военная структура департамента Северная Вирджиния. В сражениях 1861—1865 годов противостояла, как правило, федеральной Потомакской армии.

## Происхождение
Название «Северовирджинская» армия получила по первоначальному месту своего применения — так возникали названия всех армий в то время. Армия возникла как Потомакская армия (Конфедерации), которая была организована 20 июня 1861 года путём соединения всех боевых сил в северной Вирджинии. 20 июля и 21 июля к ней были прибавлены Армия Шенандоа и части из дистрикта Харперс-Ферри. Между 14 марта и 17 мая 1862 года к Потомакской армии были присоединены части из Армии Северо-Запада. 14 марта Потомакская армия была переименована в Северовирджинскую армию, а 12 апреля 1862 года к ней была присоединена Армия Полуострова.

## Армия при Борегаре
Первым командиром Северовирджинской армии (когда она ещё называлась Потомакской) стал Пьер Борегар — с 20 июня по 20 июля 1861 года. Его армия состояла из шести бригад, ополчения и артиллерии. Борегар стал знаменит тем, что разработал боевое знамя армии, которое вскоре стало основным знаменем для всех вооруженных сил Северовирджинской армии. Этот флаг был создан, поскольку прежний флаг армии внешне напоминал флаг Союза и это иногда приводило к недоразумениям. После того, как командование перешло к Джонстону, Борегар стал командиром I корпуса. На следующий же день армия приняла участие в первом крупном сражении той войны — первом сражении при Бул-Ране.

## Армия при Джонстоне
Джозеф Джонстон принял командование армией 20 июля 1861 года после того, как его Армия Шенандоа была объединена с Северовирджинской армией. При Джонстоне армия состояла из двух корпусов:
- I корпус — командир Пьер Борегар
- II корпус — командир Густавус Смит.

22 октября 1861 года был официально создан Департамент Северная Вирджиния и формально прекратила существование Потомакская армия. Департамент состоял из трех округов: Аквия, Потомак и Долина. В апреле 1862 года Департамент расширился ввиду включения в его состав Департаментов Норфолк и Полуостров. Генерал Джонстон отправил армию на юго-восток, для обороны Ричмонда ввиду начала кампании на полуострове. Джонстон руководил отступлением армии к Ричмонду и командовал ей в сражении при Севен-Пайнс, где был серьёзно ранен. Командование временно перешло к генералу Смиту.

## Армия в 1862 году
1 июня 1862 года командование армией принял генерал Ли. В тот же день он выпустил «Специальный приказ № 22». Фриман пишет, что в этом приказе армия впервые официально названа Северовирджинской. В приказе сказано, что Ли принимает командование армиями Восточной Вирджинии и Северной Каролины, и что «он уверен, что каждый человек готов поддержать древнюю славу Армии Северной Вирджинии и погибнуть или умереть в предстоящем бою».
В середине июня Ли вызвал из долины Шенандоа дивизии генерала Джексона и присоединил их к своей армии. К началу Семидневной битвы Северовирджиская армия состояла из нескольких «команд» и дивизий, не сведенных в корпуса:
- Команда Джексона, 3 дивизии
- Дивизия Дэниеля Хилла
- Команда Джона Магрудера, 3 дивизии
- Дивизия Лонгстрита
- Дивизия Хьюджера
- Лёгкая дивизия Хилла
- Департамент Северной Каролины

Эта армия насчитывала около 100 000 человек, это была самая высокая численность Северовирджинской армии за всю гражданскую войну. После сражения Ли провел кадровые перестановки в армии. Он отстранил Хьюджера от командования дивизией, передав её Ричарду Андерсону, которого для этого повысили до генерал-майора. Он так же убрал из армии генерала Магрудера, отправив его в Техас. Генерал Уайтинг был отстранен от командования дивизией, которую передали Джону Худу.

### Северовирджинская кампания
В августе 1862 во время Северовирджинской кампании армия состояла из восьми дивизий, которые были сведены в два крыла. В августе 1862 года армия насчитывала 55 000 человек, но дивизии Маклоуза и Даниеля Хилла были оставлены в Ричмонде, поэтому в сражениях против армии Джона Поупа участвовало 48 000 или 50 000 человек.
- Дивизия Ричарда Андерсона (6 117 чел.)
- Дивизия Дэвида Джонса (3 713 чел.)
- Дивизия Кадмуса Уилкокса
- Дивизия Джона Худа (3 869 чел.)
- Дивизия Джеймса Кемпера
- «Дивизия Каменной Стены» (Вильям Тальяферро, после ранения — Уильям Старк)
- «Легкая дивизия» Эмброуз Хилл
- Дивизия Ричарда Юэлла

После Северовирджинской кампании к армии снова присоединились дивизии Маклоуза и Дэниеля Хилла. Раненого Юэлла заменил Лоутон. Генерал Уилкокс был понижен до бригадного командира, а бригады его дивизии были переданы дивизии Ричарда Андерсона. Таким образом, дивизия Уилкокса перестала существовать. «Дивизию Каменной Стены» возглавил Джон Джонс. Дивизия Кемпера так же перестала существовать, три её бригады были влиты в дивизию Дэвида Джонса, которая из трёхбригадной превратилась в шестибригадную.

### Мерилендская кампания
Армия после Северовирджинской кампании:
- Дивизия Лафайета Мак-Лоуза
- Дивизия Ричарда Андерсона
- Дивизия Дэвида Джонса
- Дивизия Джона Уокера
- Дивизия Джона Худа
- Дивизия Александра Лоутона (замещал раненого Юэлла)
- «Легкая дивизия» Эмброуз Хилл
- «Дивизия Каменной Стены», Джон Джонс
- Дивизия Дэниеля Хилла
  - отдельная бригада генерала Натана Эванса

В ходе Северовирджинской и Мэрилендской кампаний армия понесла большие потери в офицерах. Погиб генерал Уиндер, были ранены Юэлл, Тальяферро и Тримбл, при Южной горе погиб Гарланд, а при Шарпсберге погибли генералы Джордж Андерсон, Старк и Брэнч, и были ранены Ричард Андерсон, Тумбс, Райт, Рипли и Лоутон. Кроме потерь уровня бригадных генералов, были и потери на уровне полковников. В конце Мэрилендской кампании 9-ю дивизиями армии командовали 4 генерал-майора, 4 бригадных генерала и один полковник. К конце сражения при Энтитеме 17-ю бригадами командовали генералы, а 26-ю бригадами командовали офицеры в звании полковника и ниже. Сами эти бригады сократились до размера полка, а полки до размеров рот. Всё это привело к кризису командования. Армия не могла долго существовать в условиях, когда подразделениями командуют временные командиры, но законы Конфедерации не позволяли отстранить раненого офицера от формального командования. Генерал Ли сообщил об этой ситуации военному секретарю, а тот 29 сентября изложил обстоятельства дела президенту.

### Реформа октября 1862 года
Законы Конфедерации не позволяли формировать подразделения крупнее дивизии и присваивать звания выше генерал-майора, что вынуждало Джонстона и Ли первое время командовать несколькими дивизиями. Ли решил эту проблему, объединив часть дивизий под командованием Джексона и Лонгстрита, но это было возможно только потому что эти двое были старшими по званию генерал-майорами. 18 сентября 1862 года президент одобрил акт о формировании корпусов и создании звания генерал-лейтенанта. Ли рекомендовал присвоить это новое звание Лонгстриту, Джексону и Кирби Смиту. Он так же отметил, что кроме этих троих он считает лучшим командиром Эмброуза Хилла. Президент согласился с рекомендацией и 11 октября Конгресс утвердил повышения.
Так же в начале октября президент запросил у Конгресса разрешения назначать командиром бригады офицера из другой бригады, и разрешения назначать генерал-майоров на место временно небоеспособных командиров. Конгресс принял ряд компромиссных решений, в частности, позволил президенту присвоить 20 новых генеральских званий. В итоге 27 сентября Ли составил список кандидатов в генерал-майоры и бригадные генералы. Четыре человека были представлены к званию генерал-майора: 
- Джордж Пикетт — за временное командование дивизией Лонгстрита.
- Джон Худ — за командование дивизией.
- Исаак Тримбл — за временное командование дивизией Джексона.
- Джубал Эрли — за временное командование дивизией Юэлла.

Так же был составлен список лиц, представленных к званию бригадного генерала:
- Кэрнот Поузи — для замены Фетерстона.
- Монтгомери Корсе — на замену Пикетта.
- Жером Робертсон — для командования Техасской бригадой.
- Джордж Андерсон — для замены Дэвида Джонса
- Томас Кобб — на место раненого Тумбса.
- Джон Кук — на место Джона Уокера.
- Элиша Пакстон — для командования Бригадой Каменной стены.
- Джеймс Уокер — для командования бригадой Тримбла.
- Уильям Смит — вместо Элзи.
- Джордж Долс — вместо Росвелла Рипли.
- Стивен Рамсер — на место Джорджа Андерсона.
- Джон Гордон — вместо Рейнса.
- Джеймс Лэйн — вместо убитого Брэнча.
- Альфред Айверсон — вместо убитого Гарланда.
- Эдвард Томас — вместо Джозефа Андерсона

### Фредериксбергская кампания
После Мерилендской кампании в армии произошли новые незначительные перестановки. Джона Уокера перевели на Запад и его дивизию временно возглавил Роберт Рэнсом. Уильям Тальяферро снова возглавил «Дивизию Каменной Стены». Генерал Дэвид Джонс покинул армию из-за психологического расстройства, и его дивизию расформировали часть бригад передали Худу, часть - Маклоузу. Покинувшего полевую службу из-за ранения Лоутона заменил Джубал Эрли. В таком виде армия существовала зимой 1862 года, когда участвовала в сражении при Фредериксберге.
Армия после Мерилендской кампании:
- Дивизия Лафайета Мак-Лоуза
- Дивизия Ричарда Андерсона
- Дивизия Джорджа Пикетта
- Дивизия Джона Худа
- Дивизия Роберта Рэнсома
- Дивизия Дэниеля Хилла
- «Легкая дивизия» Эмброуза Хилла
- Дивизия Джубала Эрли
- Дивизия Уильяма Тальяферро

## Армия в 1863 году

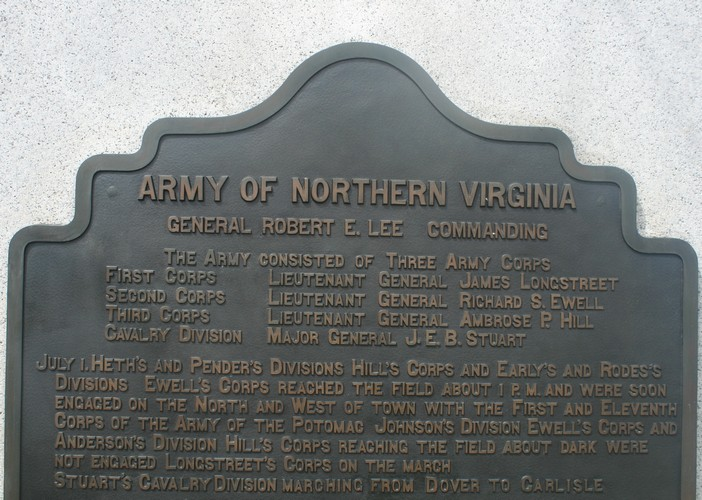
Мемориальная доска Северовирджинской армии под Геттисбергом

### Геттисбергская кампания
В ходе Геттисбергской кампании армия понесла огромные потери. Погибли 2592 человек рядовых и офицеров, 12709 были ранены, 5150 человек попало в плен, всего 20451. Шесть генералов были убиты или смертельно ранены (Армистед, Барксдейл, Гарнетт, Пендер, Петтигрю и Семмс), трое попали в плен (Тримбл, Кемпер, Арчер), а восемь были ранены. Выбыла примерно треть офицеров в звании выше полковника. Кроме того, некоторых выживших предстояло отстранить от командования.
11 полковников было убито или смертельно ранено, и ещё 7 полковников были ранены и попали в плен. Велики были потери и среди подполковников и майоров, многие полки отступили в Вирджинию под командованием капитанов; бригадой Гарнетта командовал майор, а бригадами Андерсона и Арчера командовали подполковники. В первые дни после завершения кампании Ли временно объединил несколько бригад (например, бригада Айверсона была придана бригаде Рамсера), но впоследствии требовалось искать новых генералов. 3 августа полковник Эппа Хантон получил звание бригадного генерала и возглавил бывшую бригаду Гарнетта. 14 августа Бенжамин Хэмфрис стал генералом и возглавил бригаду Барксдейла. 25 августа полковник Каллен Баттл стал генералом и возглавил бригаду О'Нила, которого отстранили за некомпетентность. Полковник Гуди Брайан возглавил бригаду Семмса.
Дефицит кадров заставил Ли присвоить генеральское звание Генри Уокеру, который возглавил бригаду Филда-Брокенбро. 13 августа Кадмус Уилкокс получи звание генерал-майора и возглавил бывшую бригаду Дурси Пендера. И всё же к 31 августа 8 бригад оставались без постоянного командира. Дуглас Фриман писал, что эта неполная, частичная реорганизация показывает, насколько истощены были офицерские ресурсы армии за время войны.

## Армия в 1864 году

### Реорганизация июня 1864 года
Кампания снова привела к потерям в офицерском корпусе Северовирджинской армии. Погибли 1 генерал-майор и 7 бригадных генералов, были ранены 1 генерал-лейтенант и 11 бригадных генералов, 1 генерал-майор и 1 бригадный генерал попали в плен. Корпусной генерал Хилл фактически выбыл из строя по болезни, а другой корпусной командир, Ричард Юэлл, был отстранён от командования. За один месяц боёв выбыло из строя 37%  офицерского состава армии, что полностью разрушило прежнюю организационную структуру армии. 
Когда бои у Колд-Харбора затихли, в боевых действиях наступила пауза. Генерал Грант обдумывал дальнейшие шаги, а генерал Ли в очередной раз реорганизовал Северовирджинскую армию. После потерь Оверлендской кампании требовалось как можно скорее вернуть армии боеспособность. Как раз в эти дни Сенат Конфедерации принял закон, разрешающий присваивать офицерские звания временно, с возможностью их последующего отзыва. Это означало, что если звание было присвоено в спешке и офицер проявлял себя неудовлетворительно, его можно было вернуть в прежнее звание. Ли сразу же воспользовался этим правом и присвоил временное звание генерал-лейтенанта Ричарду Андерсону, чтобы он мог командовать I корпусом в отсутствие Лонгстрита. Так как генерал Ричард Юэлл явно не справлялся с обязанностями корпусного командира, то его отстранили от командование, а временное звание генерал-лейтенанта 31 мая получил Джубал Эрли. Эти повышения образовали две вакансии: Уильям Махоун принял командование дивизией Андерсона, а генерал Рамсер принял командование дивизией Эрли (оба получили временные звания генерал-майоров). Бригадный генерал Кершоу, который временно командовал дивизией Мак-Лоуза, тоже получил временное звание генерал-майора и возглавил дивизию на постоянной основе. Дуглас Фриман писал, что все три генерал-майора были достойными офицерами, пусть не уровня Джексона и Лонгстрита, но вполне надёжными.
Несколько офицеров получили временные звание бригадных генералов:
- Брайан Граймс возглавил бригаду погибшего Джуниуса Дэниела.
- Джеймс Коннер возглавил бригаду вместо раненого Самуэля Макгоуэна
- Руфус Бэррингер возглавил кавалерийскую бригаду Джеймса Гордона, который погиб при Йеллоу-Таверн.
- Уильям Кокс возглавил бригаду Рамсера, ушедшего на повышение
- Томас Тун[англ.] возглавил бригаду раненого Роберта Джонстона
- Уильям Льюис возглавил бригаду Роберта Хока[англ.] (ошибка)
- Зебулон Йорк[англ.] возглавил две консолидированные луизианские бригады вместо раненого Хайса.
- Роберт Лилли 2 июня возглавил бригаду Джона Пеграма

### Осада Петерсберга
В декабре Эрли был оставлен в долине Шенандоа с небольшим отрядом, а его три дивизии отправились к Питерсбергу под командованием Гордона. В то же время генералу и пришлось отправить дивизию Хока на защиту Уильмингтона. В итоге на 31 декабря 1864 года Северовирджинская армия насчитывала 71 854 человека, из них 6155 человек составляли отряд Хока, а 3611 - силы генерала Эрли в долине Шенандоа. В распоряжении Ли под Питерсбергом оставалось 62 088 человек, но с вычетом небоеспособных получалось 51776 человек. Отряд генерала Юэлла (силы Ричмондского департамента) насчитывал ещё 5358 человек. В то время армия Мида насчитывала 83826 человек, а армия Батлера 40452 человека, то есть федеральная армия имела двойное численное превосходство.

## Кампании
Армия участвовала в нескольких кампаниях и сражениях, включая:
| Кампания                        | год       | Размер армии на начало кампании | Основные сражения                              |
| ------------------------------- | --------- | ------------------------------- | ---------------------------------------------- |
| Кампания на полуострове         | 1862      | 55 633                          | Сражение при Севен-Пайнс                       |
| Семидневная битва               | 1862      | примерно 92 000                 |                                                |
| Северовирджинская кампания      | 1862      | прим. 54 000                    | Второе сражение при Бул-Ране                   |
| Мэрилендская кампания           | 1862      | прим. 60 000                    | Сражение при Энтитеме                          |
| Фредериксбергская кампания      | 1862      | прим. 75 000                    | Битва при Фредериксберге                       |
| Чанселорсвилльская кампания     | 1863      | прим. 75 000                    | Сражение при Чанселорсвилле                    |
| Геттисбергская кампания         | 1863      | 75 054                          | Битва при Геттисберге                          |
| Кампания Бристо                 | 1863      | 55 221                          |                                                |
| Сражение при Майн-Ран           | 1863      | прим. 50 000                    |                                                |
| Оверлендская кампания           | 1864      | 62 230                          | Глушь, Спотсильвейни, Колд-Харбор              |
| Ричмонд-Петерсбергская кампания | 1864—1865 | 82 633                          | Осада Петерсберга, включая Бой у Воронки       |
| Аппоматтоксская кампания        | 1865      | прим. 50 000                    | Битва при Файв-Фокс, Сражение при Аппоматтоксе |